# سفارة الصين في الولايات المتحدة
سفارة الصين في الولايات المتحدة هي أرفع تمثيل دبلوماسي لدولة الصين لدى الولايات المتحدة. تقع السفارة في شمال غربي واشنطن العاصمة وهي تهدف لتعزيز المصالح الصينية في الولايات المتحدة.

## معرض صور

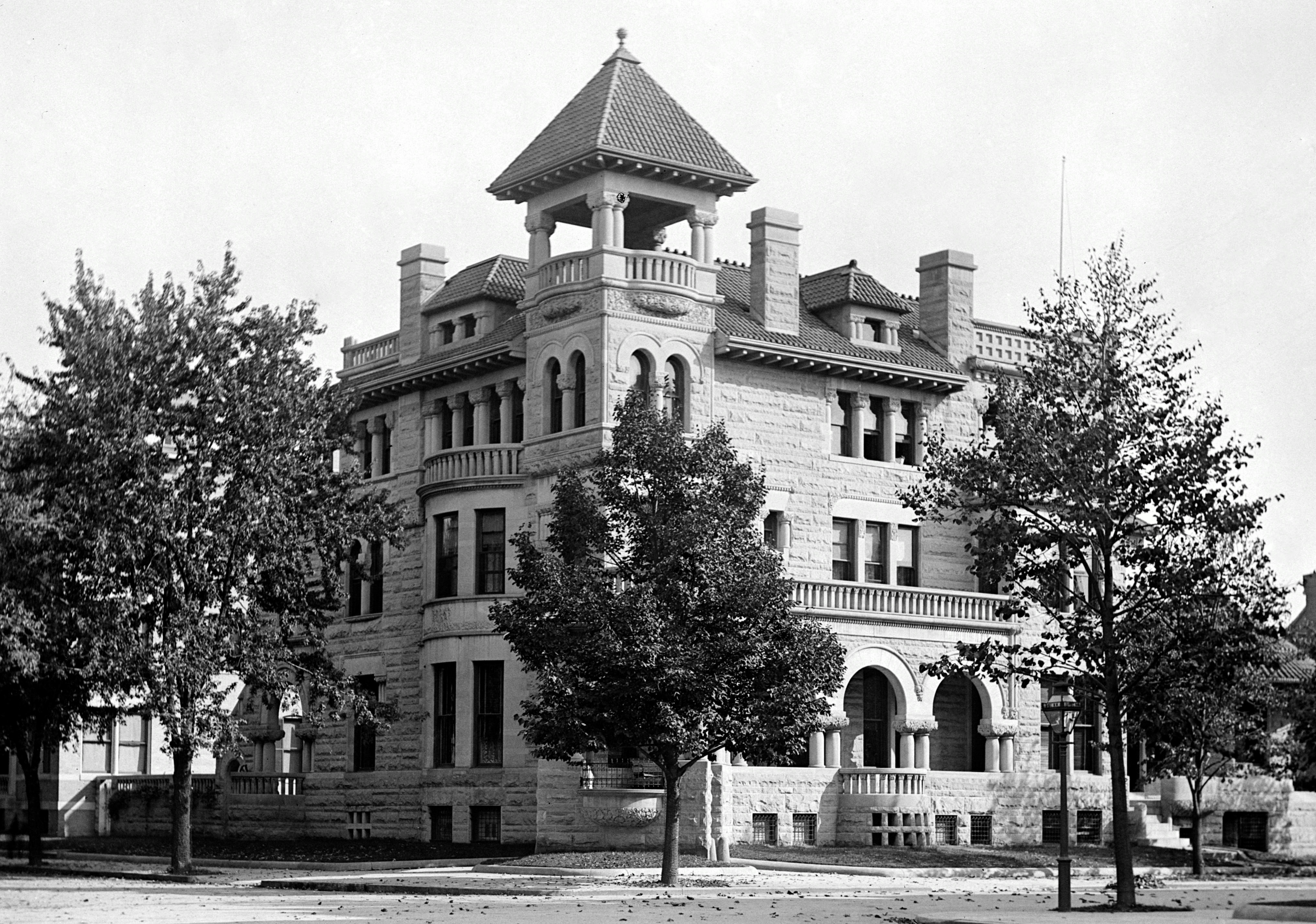
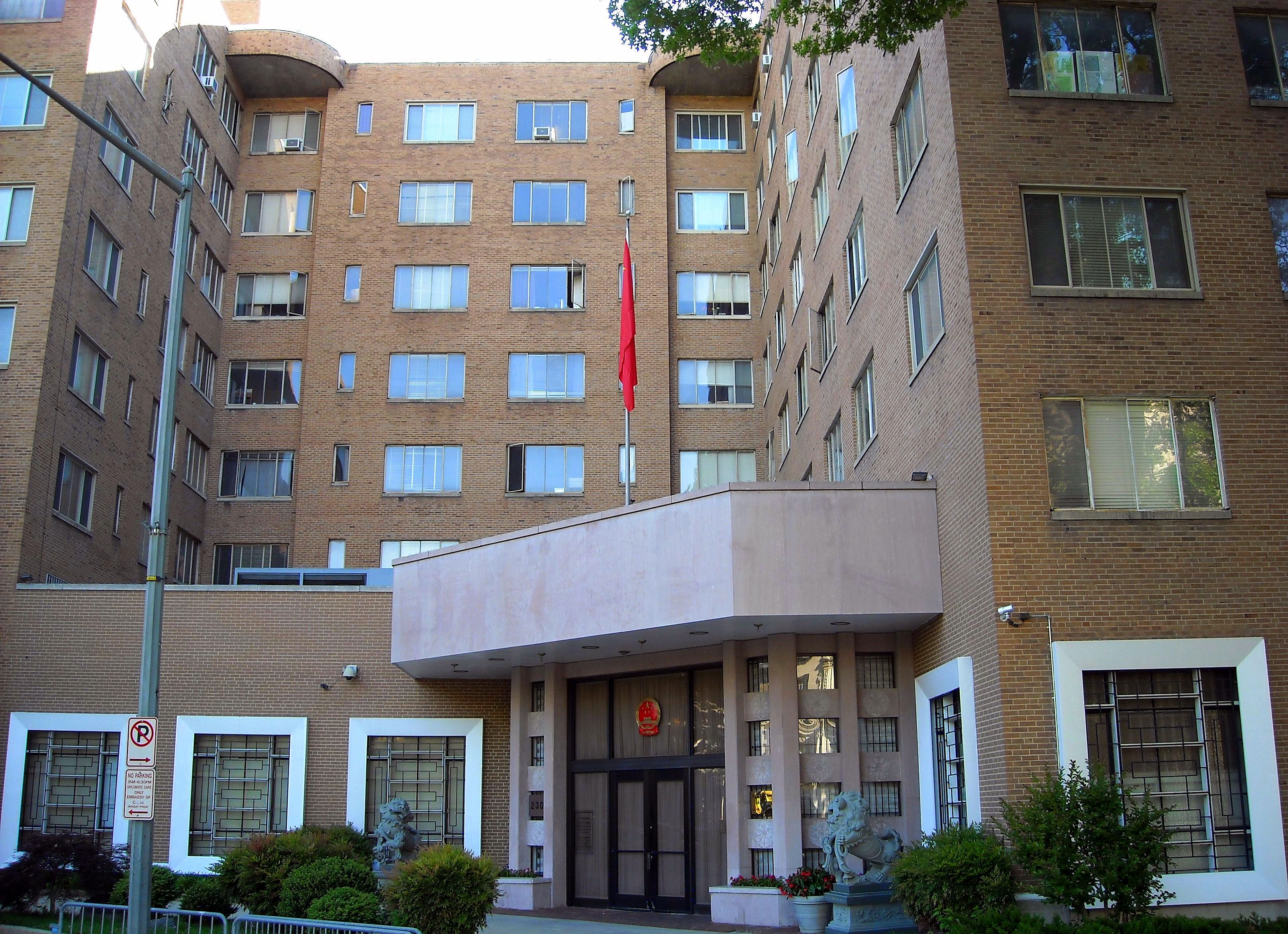
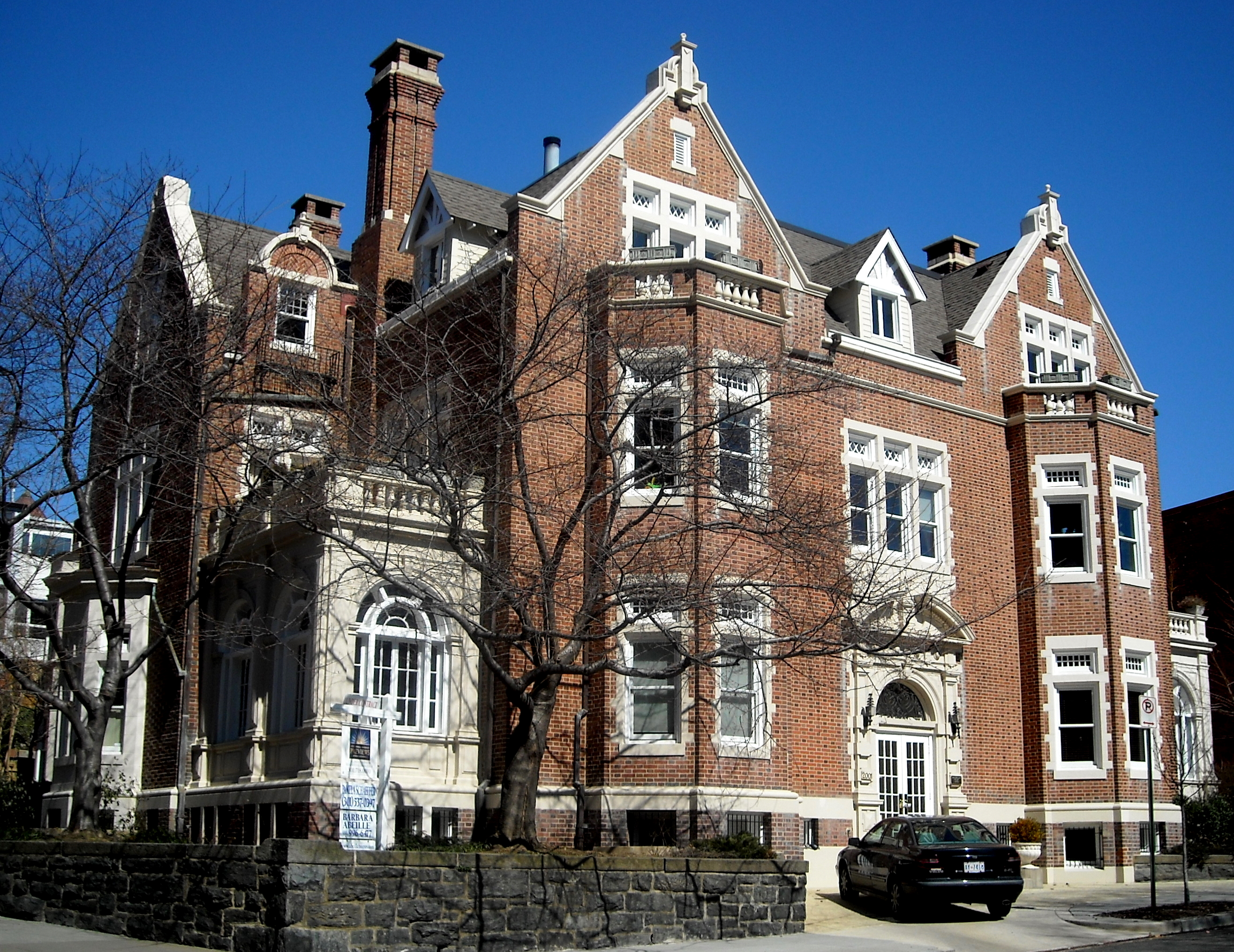
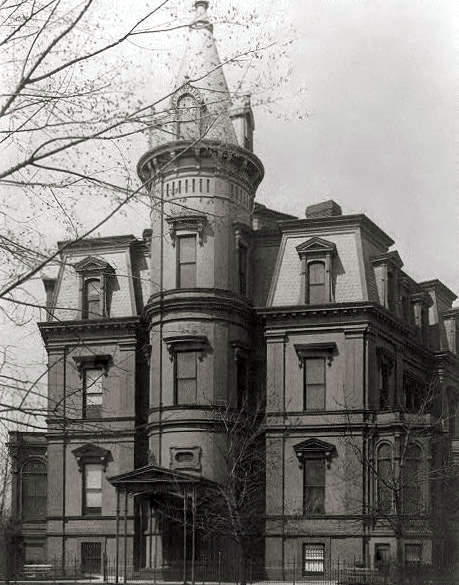
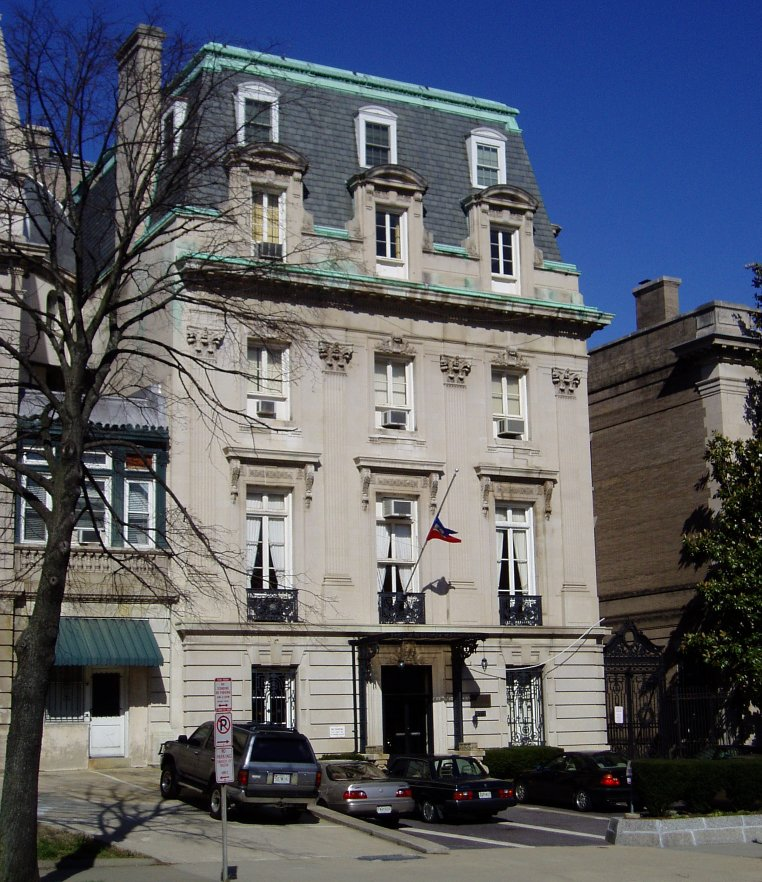

## وصلات خارجية
- الموقع الرسمي
- قائمة سفارات الصين
- قائمة السفارات في الولايات المتحدة